# PSAT-2
PSAT-2 ist ein experimenteller Amateurfunksatellit der United States Naval Academy, der in Zusammenarbeit mit der Technischen Universität Brünn entwickelt wurde. Der OSCAR-Nummern-Administrator der AMSAT Nordamerika vergab die Nummer 104 an diesen Satelliten; in der Amateurfunkgemeinschaft wird er daher auch Navy-OSCAR 104, kurz NO-104, genannt.

## Mission
PSAT-2 wurde am 25. Juni 2019  mit einer Falcon Heavy vom Kennedy Space Center Launch Complex 39 im Rahmen der Mission STP-2 (Weltraumtestprogramm 2) als einer von 24 Satelliten gestartet.
Sowohl die Transponder als auch die Kamera funktionierten einwandfrei, bis die Batterie nachließ.
PSAT-2 trat am 15. Februar 2023 wieder in die Erdatmosphäre ein und verglühte.

## Frequenzen
Folgende Frequenzen für den Satelliten wurden von der International Amateur Radio Union koordiniert:
- 145,825 MHz – Uplink und Downlink APRS-Digipeater, 1200 Baud
- 435,350 MHz – Downlink PSK31 und SSTV
- 29,4815 MHz – Uplink PSK31